# Pośrednia Niewcyrska Szczerbina
Pośrednia Niewcyrska Szczerbina (niem. Mittlere Neftzer-Scharte, słow. Prostredná nefcerská štrbina, węg. Középső-Nefcer-csorba, 2344 m) – drobna przełęcz w Grani Hrubego w słowackiej części Tatr Wysokich. Oddziela od siebie dwie Niewcyrskie Turnie: Pośrednią Niewcyrską Turnię na południowym wschodzie i Skrajną Niewcyrską Turnię na północnym zachodzie. Do Wielkiego Ogrodu w Dolinie Hlińskiej opada z niej skośnie w prawo rynna, która kilkadziesiąt metrów niżej zanika w urwiskach. Od południowej strony (z Niewcyrki) dostęp na przełęcz jest dużo łatwiejszy. Z piargów Teriańskiej Równi prowadzi mało stromy zachód dochodzący prawie do samej przełęczy. Ostatni odcinek pod przełęczą to żlebek; w dolnej części lity, w górnej trochę kruchy.
W Grani Hrubego znajdują się jeszcze dwie Niewcyrskie Szczerbiny: Zadnia Niewcyrska Szczerbina (bliżej Hrubego Wierchu niż Pośrednia) i Skrajna Niewcyrska Szczerbina (dalej od Hrubego Wierchu). Nazwy przełęczy utworzył Witold Henryk Paryski w 8. tomie przewodnika wspinaczkowego. Pochodzą od doliny Niewcyrki, do której opadają południowo-zachodnie stoki Grani Hrubego.
Pierwszego wejścia na przełęcz dokonali Paweł Bester, Walery Goetel i Mieczysław Świerz z jeszcze jednym towarzyszem 28 lipca 1908 r.. Na przełęcz nie prowadzą żadne znakowane szlaki turystyczne. Dla taterników dostępna jest tylko z grani lub od strony północnej (obecnie Niewcyrka jest obszarem ochrony ścisłej z zakazem wstępu).

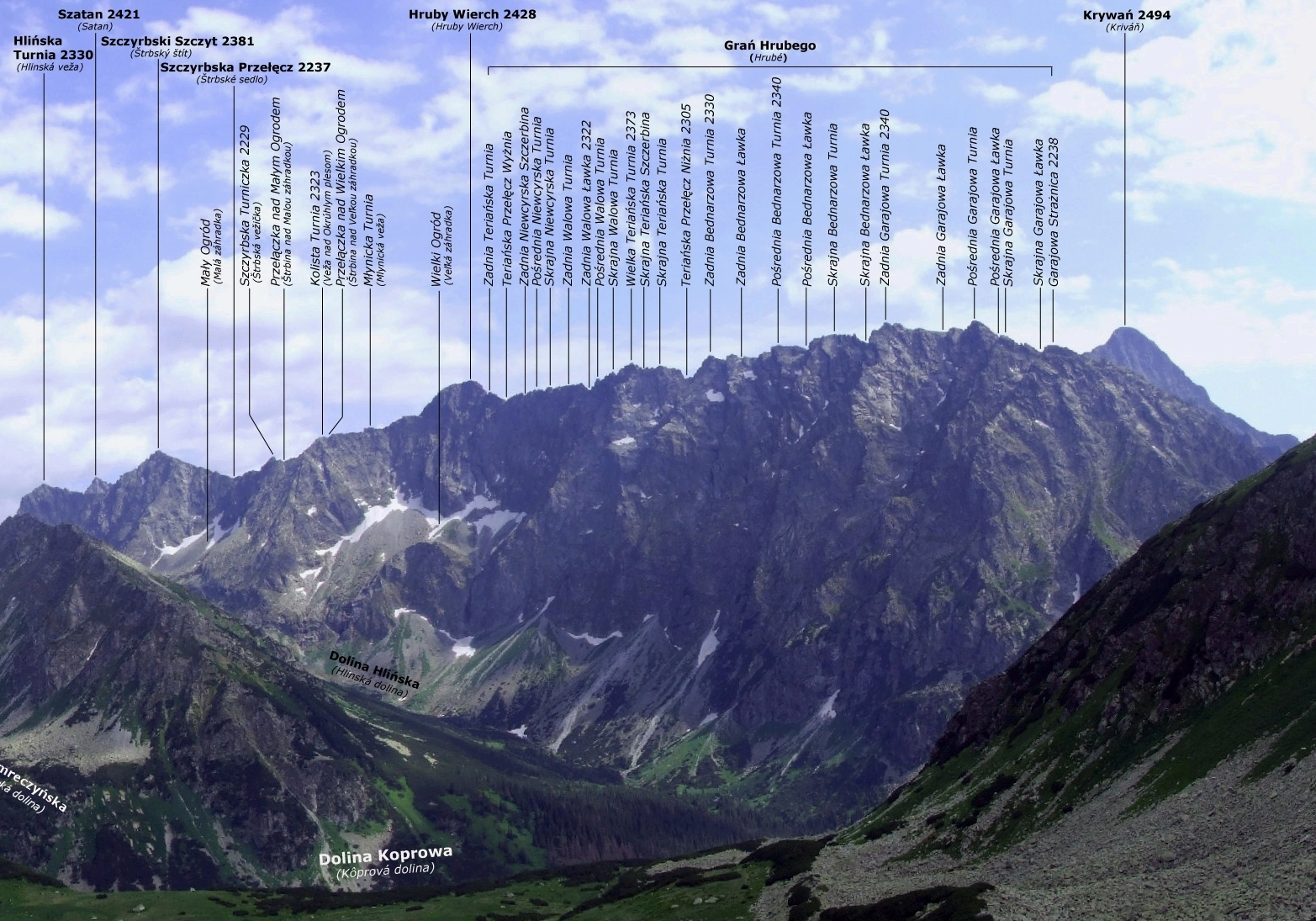
Widok z Zaworów
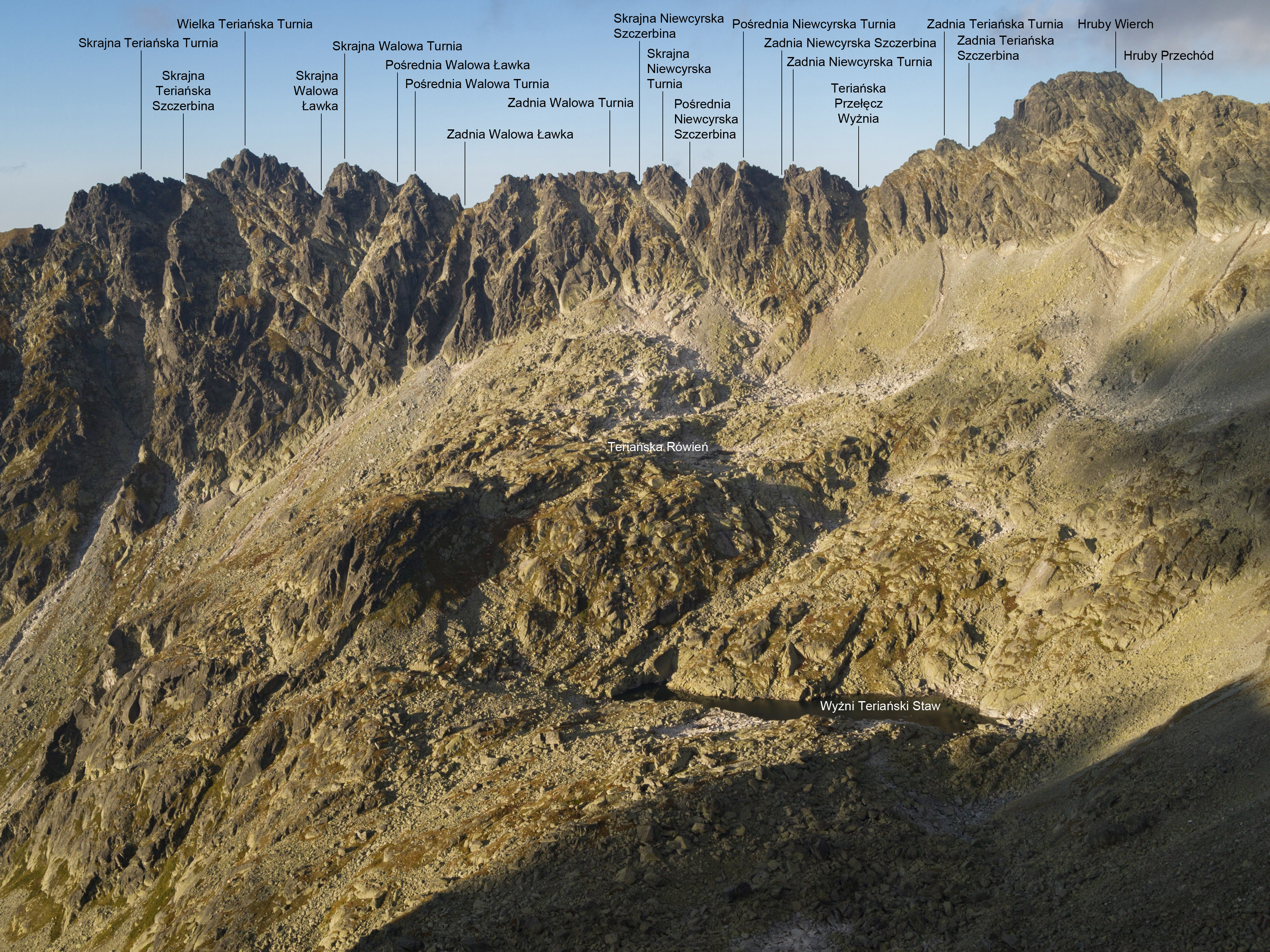
Widok z południowego wschodu
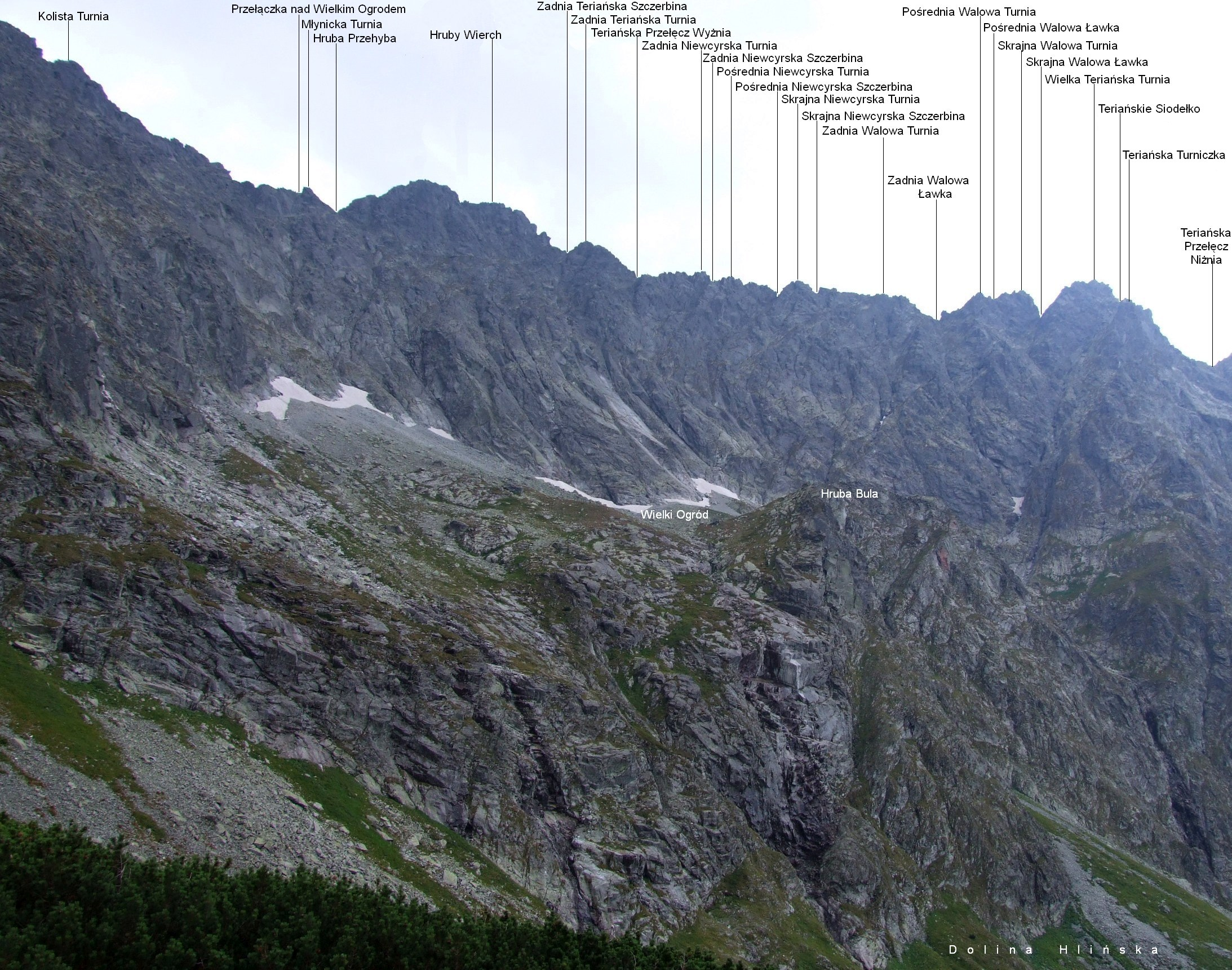
Widok z Doliny Hlińskiej